# 続・夜の大捜査線
『続・夜の大捜査線』（ぞく・よるのだいそうさせん、原題：They Call Me Mr. Tibbs!）は1970年のアメリカ合衆国のサスペンス映画。監督はゴードン・ダグラス、出演はシドニー・ポワチエとマーティン・ランドーなど。
第40回アカデミー賞作品賞を受賞した1967年の映画『夜の大捜査線』の続編。ただし、主人公の黒人刑事ヴァージル・ティッブスのキャラクターのみを活かした作品であるため、前作との関連性はあまりない。

## キャスト
| 役名                   | 俳優                 | 日本語吹替                         | 日本語吹替 |
| 役名                   | 俳優                 | TBS版                              | 日本テレビ版 |
| ---------------------- | -------------------- | ---------------------------------- | --- |
| ヴァージル・ティッブス | シドニー・ポワティエ | 田中信夫                           | 新克利 |
| ローガン・シャープ牧師 | マーティン・ランドー | 納谷悟朗                           | 阪脩 |
| バレリー・ティッブス   | バーバラ・マクネア   | 三島優子                           | 宗形智子 |
| アンディ・ティッブス   | ジョージ・スペル     |                                    | |
| ジンジャー・ティッブス | ワンダ・スペル       |                                    | |
| マーデン警部           | ジェフ・コーリー     | 大木民夫                           | 山内雅人 |
| ウィードン             | アンソニー・ザーブ   |                                    | |
| ガーフィールド         | エドワード・アズナー |                                    | |
| パフ                   | ビバリー・トッド     |                                    | |
| ケナー警部補           | デビッド・シャイナー |                                    | |
| 不明 その他            |                      |                                    | 高城淳一 上田敏也 高木二郎 渡辺知子 村越伊知郎 水鳥鉄夫 石森達幸 松岡文雄 藤本譲 亀井三郎 有馬瑞子 鵜飼るみ子 幹本雄之 二又一成 伊井篤史 楠正通 池田真 土方結香 菊池英博 |
|                        |                      |                                    | |
| 演出                   | 演出                 |                                    | 小山悟 |
| 翻訳                   | 翻訳                 |                                    | 平田勝茂 |
| 効果                   | 効果                 |                                    | 赤塚不二夫 |
| 調整                   | 調整                 |                                    | 前田仁信 |
| 制作                   | 制作                 |                                    | 東北新社 |
| 解説                   | 解説                 |                                    | 水野晴郎 |
| 初回放送               | 初回放送             | 1976年5月10日 『月曜ロードショー』 | 1982年4月4日 『水曜ロードショー』 |

## エピソード
- 前作と同じようにクインシー・ジョーンズがスコアを書いたが、音楽のトーンは前作と著しく異なる。前作は設定にあわせカントリーとブルージーなサウンドがあったが、本作は1970年代初頭のジョーンズのトレードマークとなるファンクな音楽に仕上がっている。
- 原語のタイトルは、保安官が働く街で人々がヴァージル・ティッブスを何と呼んでいるのかと言った後の返事から取られた。この時保安官は、「Boy」とティッブスに声をかけている（成年者であっても黒人を「坊主」呼ばわりするのは当時の白人にとって普通のことだった）。
- 本作は、公開から数日後の1970年7月17日に亡くなったベテラン俳優フアノ・ヘルナンデス（英語版）の遺作となった。

## 作品の評価
Rotten Tomatoesによれば、5件の評論のうち高評価は60%にあたる3件で、平均点は10点満点中6.6点となっている。